# Burroughs Corporation

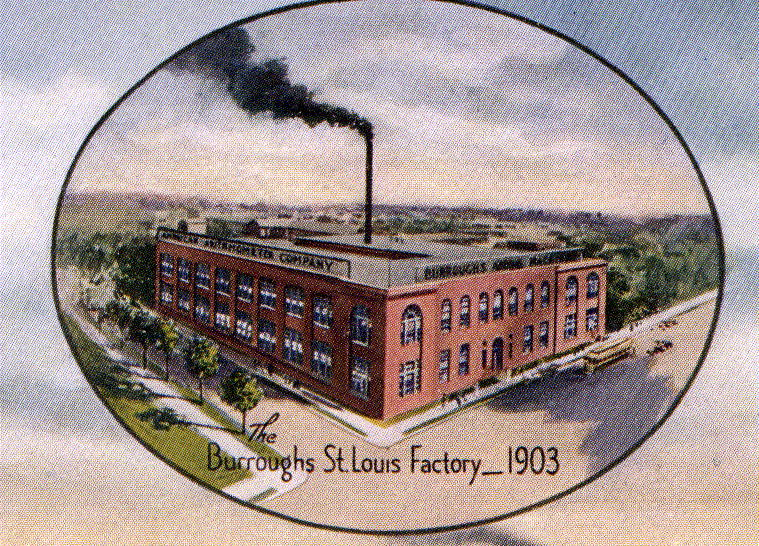
American Arithmometer Factory in St. Louis in 1903 vlak voor de verhuizing naar Detroit in 1904.

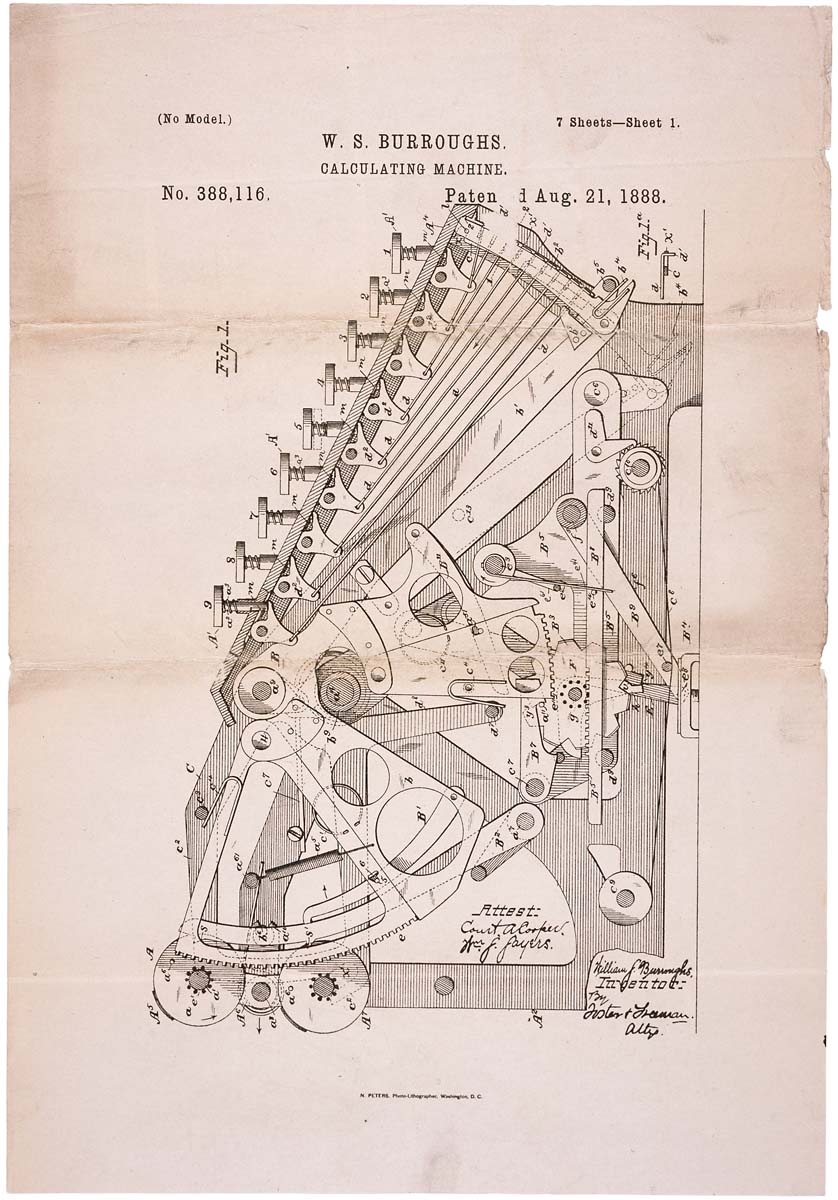
Octrooi op een "calculating machine", 21 augustus 1888.

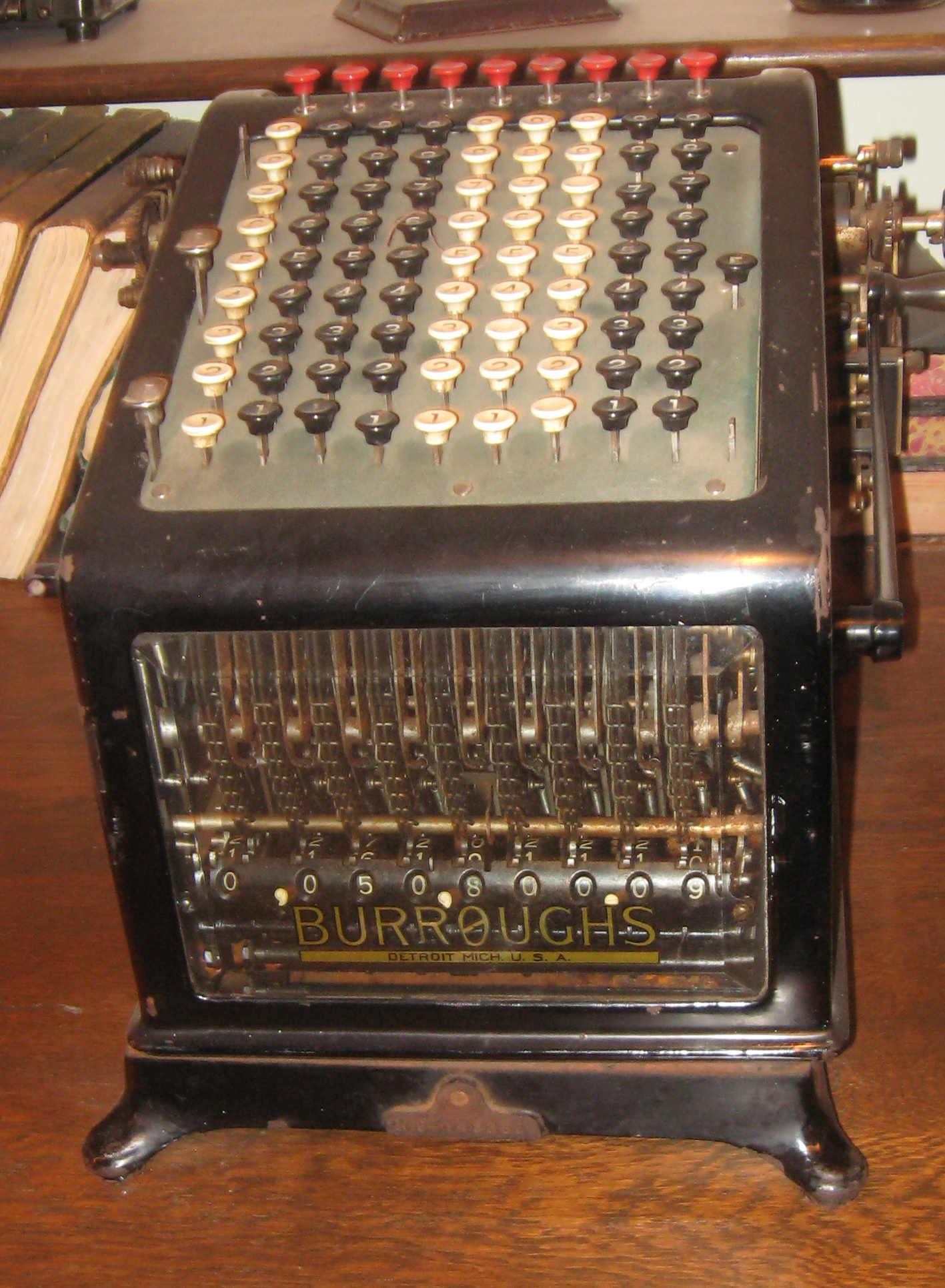
Desktop-model rond 1910.

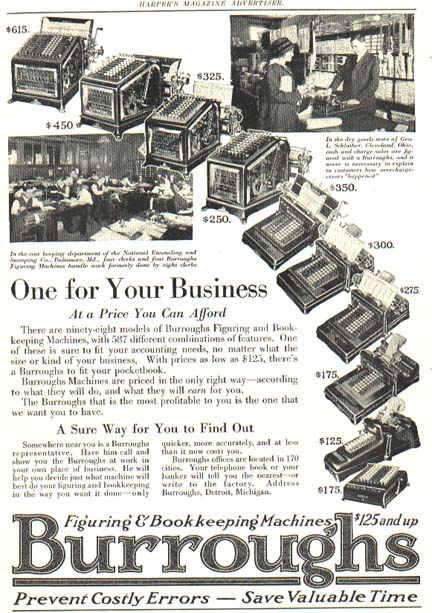
Advertentie uit 1915.

De Burroughs Corporation was een grote Amerikaanse fabrikant van kantoorapparatuur en computers. Het bedrijf werd opgericht in 1886 als de American Arithmometer Company en fuseerde in 1986 tot Unisys; in die tijd het tweede grootste computerbedrijf ter wereld met $10,5 miljard aan inkomsten en 90.000 medewerkers in 100 landen
De geschiedenis van het bedrijf loopt parallel met veel van de belangrijke ontwikkelingen in het computergebruik. In het begin produceerde het bedrijf mechanische rekenmachines, later legde het de focus op programmeerbare grootboeken en vervolgens op computers. Terwijl het enige tijd de grootste producent van mainframe-computers in de wereld was, produceerde Burroughs ook aanverwante uitrusting, zoals schrijfmachines en printers.

## Geschiedenis

### Vroege geschiedenis
In 1886 werd de American Arithmometer Company  opgericht in Saint Louis (Missouri) door William Seward Burroughs (grootvader van de Beat Generation schrijver William S. Burroughs) met als doel telmachines te produceren en te verkopen, die Burroughs had uitgevonden. In 1904, zes jaar na de dood van Burroughs, verhuisde het bedrijf naar Detroit en veranderde haar naam tot Burroughs Adding Machine Company. Al snel werd het de grootste producent van rekenmachines in Amerika.

### Ontwikkelende productlijnen
Burroughs ontwikkelde een serie rekenmachines met verschillende mogelijkheden en geleidelijk toenemende capaciteit. Een revolutionaire rekenmachine was de Sensimatic, die in staat was om een groot aantal zakelijke functies semiautomatisch uit te voeren. Het had een beweegbare programmeerbare wagen om grootboeken te onderhouden. Het kon 9, 18 of 27 saldi opslaan tijdens het bijwerken van het grootboek en werkte met een mechanische optelfunctie genaamd Crossfooter. De Sensimatic ontwikkelde zich tot de Sensitronic waarop saldi opgeslagen konden worden op een magneetstrip, die deel uitmaakte van een grootboek-kaart. Deze balans kon worden ingelezen in de accumulator wanneer de kaart werd ingebracht in een bus. De Sensitronic werd opgevolgd door de E1000, de E2000, E4000, E6000 en de E8000; computers die werden ondersteund door magneetband, ponskaarten, kaartlezers en een lijnprinter.
Na verloop van tijd was Burroughs meer dan rekenmachines gaan verkopen, zoals ook schrijfmachines. De grootste verschuiving in de geschiedenis van het bedrijf kwam echter in 1953, toen de Burroughs Adding Machine Company werd omgedoopt tot de Burroughs Corporation en zich begon te richten op computerproducten, in eerste instantie voor bankinstellingen. Deze stap begon met de aankoop van Burroughs in juni 1956 van de ElectroData Corporation in Pasadena (Californië) . ElectroData had de Datatron 205 gebouwd en werkte aan de Datatron 220. Het eerste grote computerproduct dat voortkwam uit deze samenwerking was de B205 buis-computer. In de late jaren 1960 werd de D2000, D4000 serie geproduceerd (ook bekend als de TC500-Terminal Computer 500), die waren voorzien van een golfbalprinter en een 1K (80 bit) disk-geheugen. Deze werden populair als computerterminals van de B5500/6500/6700-systemen die goed verkochten in de banksector, waar ze vaak werden aangesloten op mainframes die niet van Burroughs waren.

### Drijvende kracht in de computer-industrie
Gedurende het grootste deel van de jaren 1960 was Burroughs een van de acht belangrijkste computerbedrijven in de Verenigde Staten (met IBM, de grootste, Honeywell, National Cash Register (NCR), Control Data Corporation, General Electric, Radio Corporation of America (RCA) en UNIVAC). Maar in termen van omzet was Burroughs was altijd op afstand tweede na IBM. In feite was het marktaandeel van IBM op dat moment zo veel groter dan alle anderen, dat deze groep vaak werd aangeduid als "IBM en de zeven dwergen."
Tegelijkertijd was Burroughs heel competitief. Net als IBM probeerde Burroughs zijn klanten een complete lijn aan producten te bieden, waaronder door Burroughs ontworpen printers, harde schijven, tapedrives, computerprintpapier en zelfs schrijfmachinelinten.
In de jaren 1950 heeft Burroughs samengewerkt met de Amerikaanse Federal Reserve Bank bij de ontwikkeling van de Magnetic Ink Character Recognition (MICR) door de computer, in het bijzonder voor de verwerking van bankcheques. Burroughs vervaardigde speciale MICR/OCR sorteerders/lezers, die gehecht zijn aan lijn van computers (2700/3700/4700). Hiermee verankerde het bedrijf de computerkant van het bankwezen.

### Ontwikkeling en innovatie

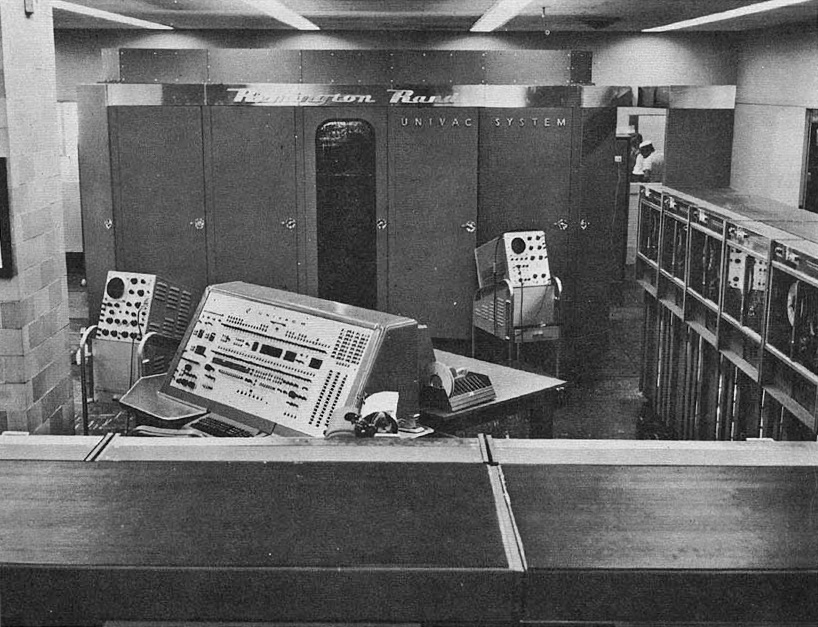
Univac 1 van Sperry uit 1951.

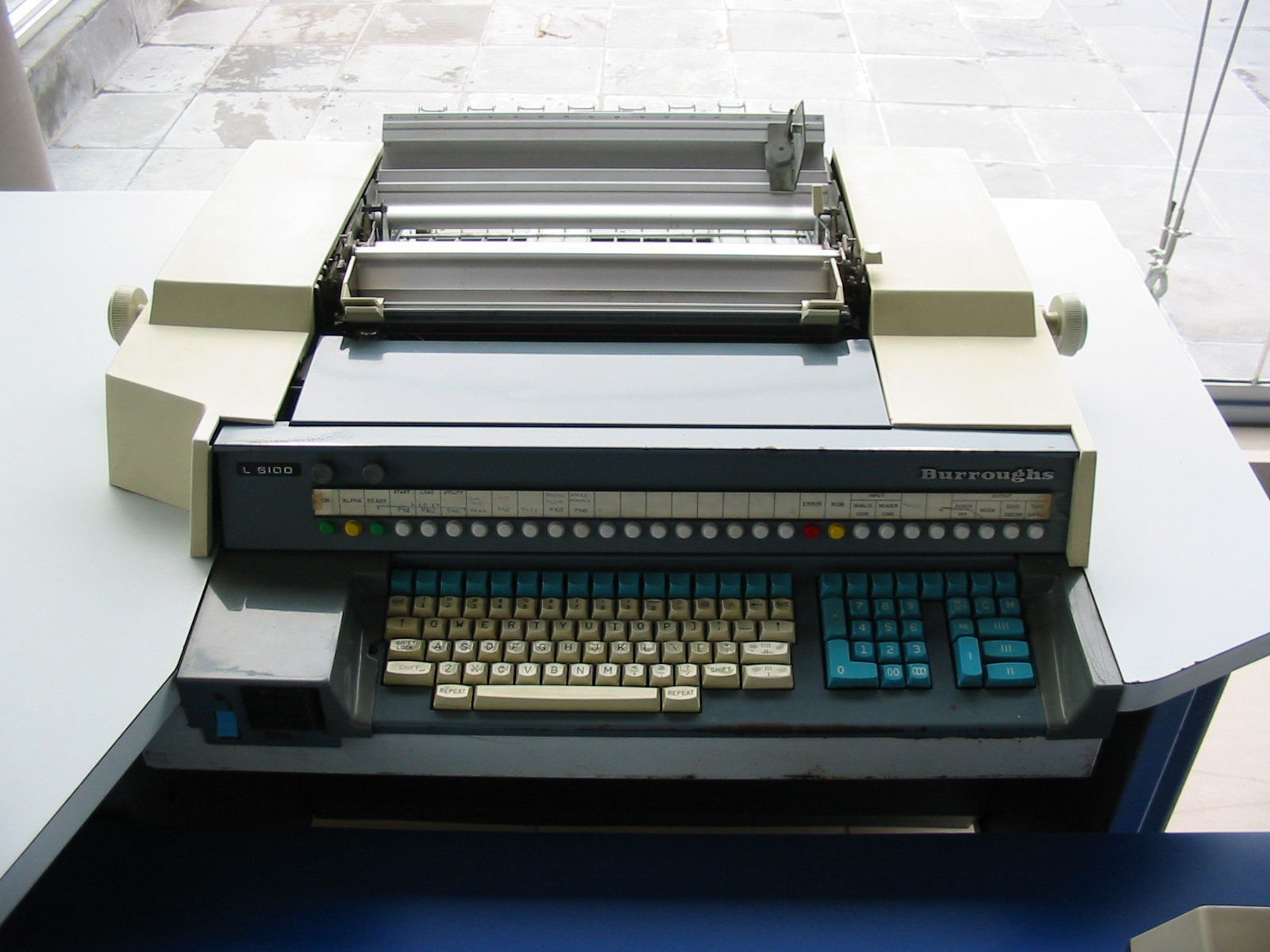
Burroughs L 6100 typemachine.

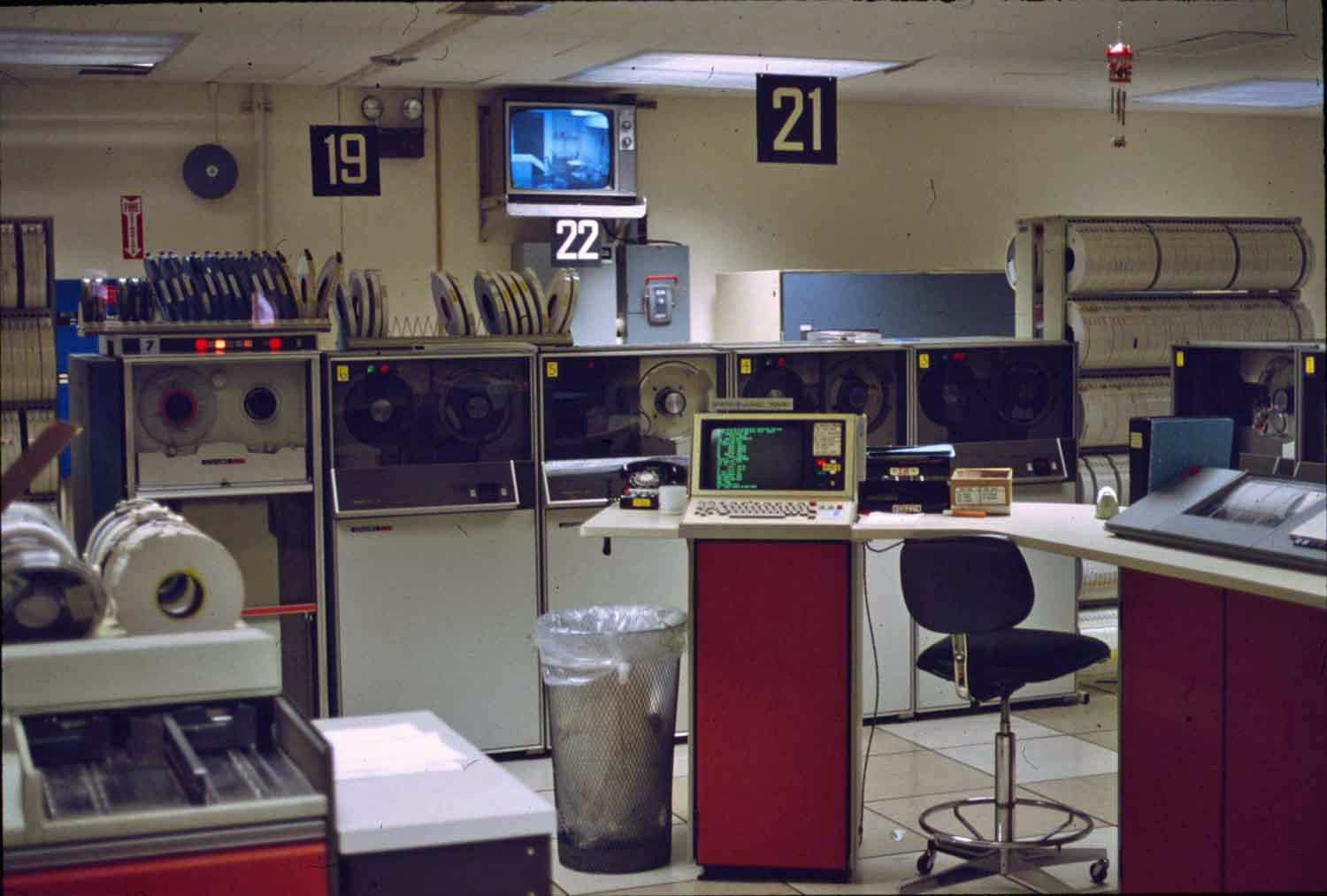
UNIVAC 1100/80 in de Albany University, 1981.

De Burroughs Corporation ontwikkelde drie zeer innovatieve modellen computers met hun eigen architectuur, gebaseerd op 'taalgericht-design'. Hun machine-instructies werden bij voorkeur in een hogere programmeertaal uitgevoerd, zoals ALGOL, COBOL en FORTRAN. Het ging bij de drie modellen om mainframes: de Burroughs large systems begonnen met de B5000 in 1961, met de B5500 een paar jaar later als opvolger, gevolgd door de 6500/6700 aan het einde van de jaren 1960, de B7700 in het midden van de jaren 1970, en de A-serie in de jaren 1980. De architectuur van deze machines konden goed met elkaar worden vergeleken, het waren stack machines voor Algol 60. Hun Besturingssysteem MCP, voor Master Control Program, werden geprogrammeerd in ESPOL, voor Executive Systems Programming Oriented Language, een kleine uitbreiding van Algol, bijna een decennium voor Unix. De command-line-interface werd in WFL, voor Work Flow Language, ontwikkeld. Het ging dus om computers waarin de software structureel was geprogrammeerd.
Veel computerwetenschappers beschouwen deze reeks computers als technologisch baanbrekend. De stackgeoriënteerde processors hadden woordlengte van een 48 bit. Het moest bij iedere byte worden opgegeven dat daar in om gegevens of programmacode ging en dat maakte het systeem veilig, lang voordat er van spyware en virussen sprake was. De modulaire opbouw van de grote systemen was ook uniek, waarin processors, geheugenmodules en I/O meervoudig waren uitgevoerd en parallel konden werken. Dat zorgde voor een stapsgewijze en kosteneffectieve groei van de systeemprestaties en een goede betrouwbaarheid. Het lukte Burroughs in de financiële dienstverlening om deze grote systemen aan grote banken, waaronder de Federal Reserve Bank, te verkopen. Burroughs bouwde ook de systemen voor de Society for Worldwide Interbank Financial Telecommunication SWIFT, waarvoor het eerste bericht in 1977 werd verstuurd. Unisys is tegenwoordig nog steeds de provider van SWIFT.

### Computers
B2500
Dit waren middelgrote computersystemen primair bedoeld voor het bedrijfsleven. De machines waren ontworpen om COBOL efficiënt uit te voeren. Dit omvatte een op de BCD-code gebaseerde rekenkundige eenheid, waarbij de opslag en het adresseren van het hoofdgeheugen werkten op basis van 10 nummers in plaats van binair. De opvolger voor deze systemen was de Burroughs B49xx, gevolgd door Unisys' V-Series V340 en V560.
B1700
Dit was een klein computersystemen ontworpen voor programmering met microcode, waarbij elk proces mogelijk haar eigen virtuele machine ontwierp die het beste paste bij de programmeertaal, die voor de uitvoering van het programma was gekozen.
Overige
- De B700, een kleine computer voor algemeen gebruik
- Boekhoudmachines, zoals de Sensimatic, L500 en B80, terminals, de TC500 en apparatuur voor controleverwerking[3]
- Personal computers sinds 1982: de B20 en B25 met de Intel 8086 / 8088[4]
- Militaire computers, zoals de D825. De D stond hierbij voor industrieel gebruik in de defensie-industrie, in het Great Valley Laboratory in Paoli in Pennsylvania.[5][6] De D825 was volgens sommigen de eerste echte multiprocessor computer.[7] Paoli was ook de thuisbasis van de marketing divisie voor defensie en ruimtevaart.[8]

### Fusie
In september 1986 is de Burroughs Corporation gefuseerd met de Sperry Corporation, de fabrikant van onder andere de UNIVAC mainframe, en vormde Unisys. Burroughs heeft Sperry hierbij aankocht voor $4,8 miljard. In die tijd was het de grootste fusie in de computerindustrie en het maakte Unisys tot het tweede grootste computerbedrijf, met $10,5 miljard aan inkomsten en 90.000 medewerkers in 100 landen.
Voor enige tijd behield het gecombineerde bedrijf de productie van de Burroughs computerarchitecturen. Aangezien de markt voor grote systemen echter verschoof van eigen architecturen naar gemeenschappelijke servers, werden de productielijnen uiteindelijk opgeheven.

## Burroughs in Nederland

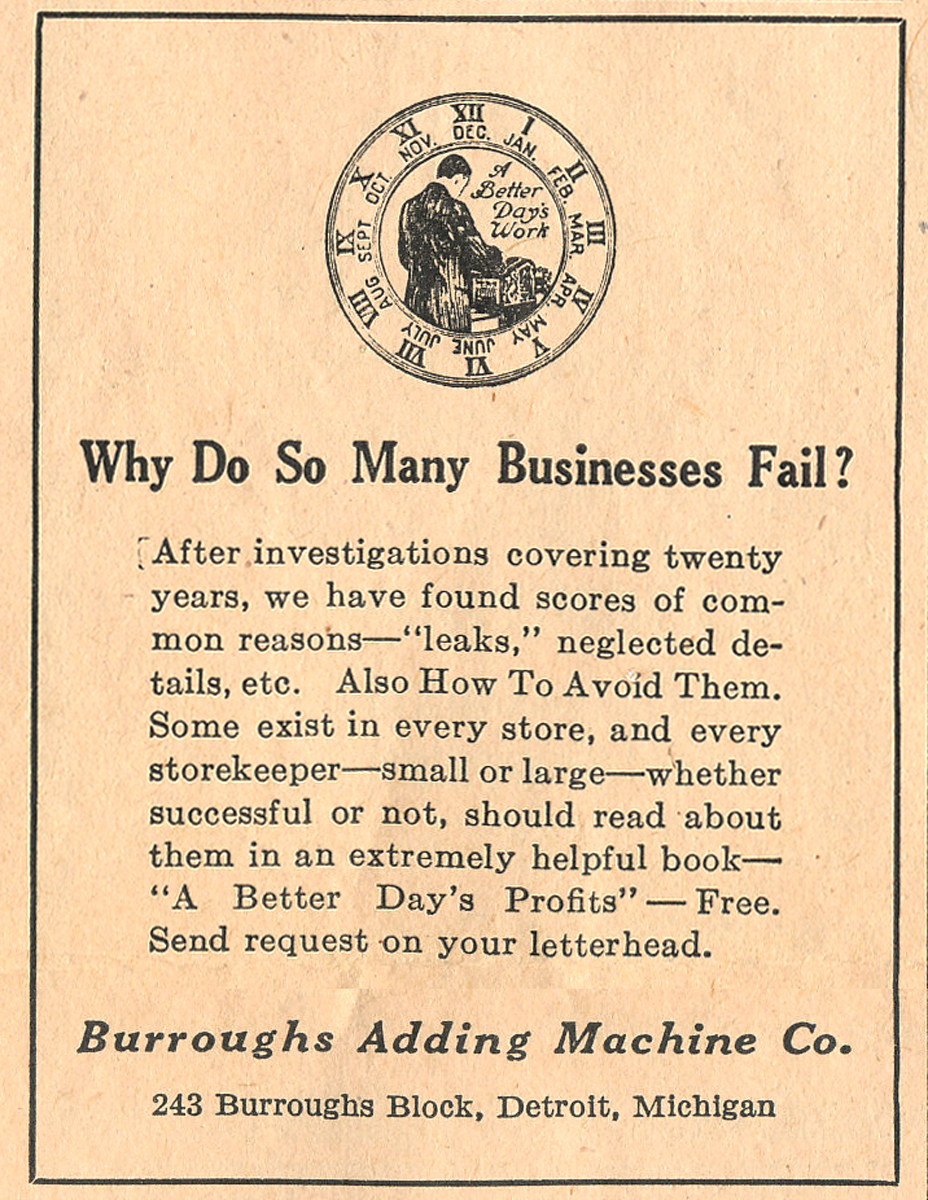
Advertentie uit 1914 voor het boek A Better Day's Profits

Burroughs was vanaf begin 20e eeuw actief in Nederland als leverancier van administratieve machines en systemen. In 1916 was het Centraal Bureau voor de Statistiek in Nederland de eerste, die een ponskaartinstallatie en rekenmachine van Burroughs in gebruik nam voor het maken van handelstatistieken. Dit systeem beschikte nog niet over een printer, zodat de uitkomsten nog van de ponskaarten zelf afgelezen diende te worden.
Ook in het wetenschappelijk onderzoek werden de Burroughs-calculatoren al vroeg gebruikt. Zo werkte Hendrik Lorentz van 1918 tot 1926 mee aan plannen voor de drooglegging van de Zuiderzee, en deed hierbij onderzoek naar getijdenberekeningen. Voor de berekeningen gebruikten zij een Millionär voor het vermenigvuldigen en een Burroughs Calculator, die afdrukken kon maken.
Naast de machineverkoop gaf Burroughs ook adviezen over de inrichting van de kantooradministratie en organisatie. De introductie van zijn mechanische en later geautomatiseerde boekhoudsystemen was vaak bedoeld als arbeidsbesparende maatregel, en hiertoe diende in de regel ook de organisatie te worden aangepast. Rond 1930 waren H. van de Bunt en R.W. Starreveld bij Burroughs op dit gebied werkzaam, voordat ze in 1933 hun eigen adviesbureau startte.
In februari 1973 werd in het nieuwe Rekencentrum van de TU Eindhoven het eerste computersysteem in gebruik genomen, de Burroughs B6700 met 2 processoren en 1125 MB aan werkgeheugen. Deze machine is in december 1976 vervangen door een B7700. Enkele Hogere Technische Scholen (waaronder de H.T.S. Venlo) waren via een telefoonlijn verbonden met deze computer waardoor studenten van de H.T.S. computerpractica konden uitvoeren op deze machine in Eindhoven. Lokaal konden bij deze H.T.S'en wel print-spools gemaakt van de programma's (die met ponskaarten werden gemaakt) ten behoeve van controle, voordat deze programma's dan als batch naar Eindhoven werden gestuurd om aldaar daadwerkelijk uit te laten voeren.
Edsger Dijkstra was als een Research Fellow vanaf 1982 bij de Burroughs Corporation betrokken.